# اما لهمر
اما لهمر (انگلیسی: Emma Lehmer؛ ۶ نوامبر ۱۹۰۶ – ۷ مهٔ ۲۰۰۷) یک ریاضی‌دان اهل ایالات متحده آمریکا بود.